# Mileewa papillata
Mileewa papillata är en insektsart som beskrevs av Yang och Li 1999. Mileewa papillata ingår i släktet Mileewa och familjen dvärgstritar. Inga underarter finns listade i Catalogue of Life.